# Space Weather Prediction Center

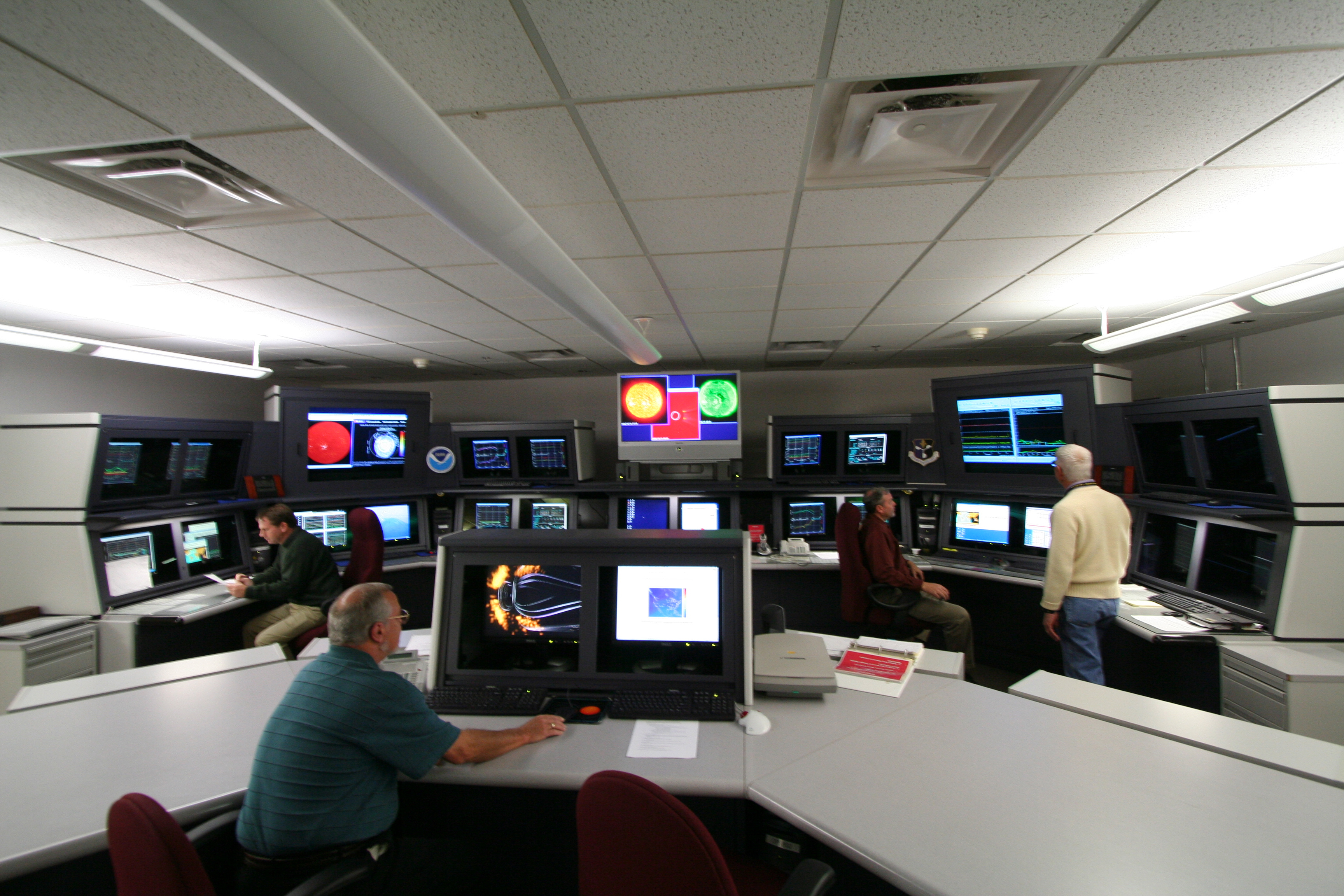
Meteorologi nell'ufficio Space Weather Forecast Office dello Space Weather Prediction Center (SWPC) del NOAA a Boulder nel Colorado.

Lo Space Weather Prediction Center (SWPC), già noto come lo Space Environment Center (SEC), è un laboratorio e un centro servizi del National Weather Service (parte del National Oceanic and Atmospheric Administration (NOAA)) ubicato a Boulder, Colorado. L'SWPC monitora continuamente e fa previsioni sull'ambiente spaziale della Terra, fornendo informazioni solari-terrestri. È la fonte ufficiale degli Stati Uniti d'America per i bollettini di allerta e gli avvisi riguardanti il tempo meteorologico spaziale.

## Descrizione
Lo Space Weather Prediction Center è uno dei nove National Centers for Environmental Prediction (NCEP): si interessa del monitoraggio in tempo reale e delle previsioni relative a eventi solari e geofisici, conduce ricerche sulla fisica solare-terrestre e sviluppa tecniche previsionali sui disturbi solari e geofisici. Il Forecast Center dell''SWPC è gestito congiuntamente dal NOAA e dalle Forze armate americane e rappresenta il centro allarmi nazionale e mondiale dei disturbi che possono influire su individui e attrezzature che operano nello spazio. Lavora in sinergia con molti partner nazionali e internazionali che condividono dati e osservazioni.
I servizi dell'SWPC sono utilizzati:
- dall'infrastruttura della rete elettrica degli Stati Uniti
- dall'industria delle compagnie aeree commerciali
- dal Dipartimento dei trasporti degli Stati Uniti d'America (utilizzo dei GPS)
- per le attività dei voli spaziali dotati di equipaggio della NASA (la NASA fa affidamento sui dati dell'SWPC per proteggere il braccio da un miliardo di dollari della Stazione spaziale internazionale)
- per il lancio e l'operatività dei satelliti
- per il supporto operativo alla United States Air Force
- da utenti pubblici e commerciali (più di mezzo milione di contatti al giorno sui siti web dell'SWPC)

La FAA impone agli operatori aerei di prendere in considerazione il degrado delle comunicazioni ad alta frequenza per ogni volo polare effettuato. I voli possono essere dirottati in base alle segnalazioni sulle radiazioni solari dell'SWPC se le comunicazioni del traffico aereo sono compromesse con costi stimati fino a 100.000 dollari per volo. Nel 2001 in un arco di 23 giorni sono stati dirottati 25 voli a causa di interruzioni radio.